# Световая энергия
Светова́я эне́ргия {\displaystyle Q_{v}} — физическая величина, одна из основных световых фотометрических величин. Характеризует способность энергии, переносимой светом, вызывать у человека зрительные ощущения. Является световым аналогом величины энергия излучения, входящей в систему энергетических величин. Получается путём преобразования значений спектральной плотности энергии излучения {\displaystyle Q_{e,\lambda }} по формуле редуцированных фотометрических величин с использованием значений относительной спектральной световой эффективности монохроматического излучения для дневного зрения {\displaystyle V(\lambda )}:
{\displaystyle Q_{v}=K_{m}\cdot \int \limits _{380~nm}^{780~nm}Q_{e,\lambda }(\lambda )V(\lambda )d\lambda ,}
где {\displaystyle K_{m}} — максимальная световая эффективность излучения, равная в системе СИ 683 лм/Вт. Её численное значение следует непосредственно из определения канделы.
Единица измерения световой энергии в СИ— люмен-секунда (лм·с).
Со световым потоком {\displaystyle \Phi _{v}} световая энергия связана соотношением:
{\displaystyle Q_{v}(t)=\int _{0}^{t}\Phi _{v}(t')dt',}
где t — длительность освещения.

## Пояснения

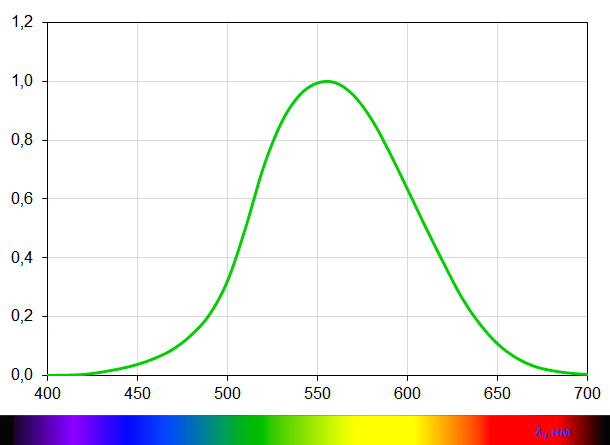
Относительная спектральная световая эффективность монохроматического излучения для дневного зрения.

Обосновать приведенную выше формулу перехода от {\displaystyle Q_{e,\lambda }(\lambda )} к {\displaystyle Q_{v}} можно следующим образом.
Если свет представляет собой монохроматическое излучение с длиной волны 555 нм, совпадающей с положением максимума функции {\displaystyle V(\lambda )}, то его энергии {\displaystyle Q_{e}} сопоставляется световая энергия {\displaystyle Q_{v}}, рассчитываемая по формуле:
{\displaystyle Q_{v}=683\cdot Q_{e},}
где использовано приведенное выше значение {\displaystyle K_{m}}=683 лм/Вт.
Величина коэффициента {\displaystyle K_{m}} в принципиальном плане могла быть выбрана любой, в том числе и равной единице. Используемое же в СИ значение обусловлено только выбором {\displaystyle K_{m}}=683 лм/Вт в определении канделы, что в свою очередь связано с традициями и причинами исторического характера.
Способность вызывать зрительные ощущения у монохроматического света с длиной волны {\displaystyle \lambda }, отличной от 555 нм, меньше, чем у света с длиной волны 555 нм в {\displaystyle 1/V(\lambda )} раз. Соответственно и световую энергию в этом случае полагают меньшей во столько же раз:
{\displaystyle Q_{v}=683\cdot Q_{e}\cdot V(\lambda ).}
В случае, когда свет немонохроматичен, но занимает при этом узкий спектральный интервал {\displaystyle d\lambda }, его световая энергия {\displaystyle dQ_{v}} связана с соответствующей энергией {\displaystyle dQ_{e}} аналогичным соотношением:
{\displaystyle dQ_{v}=683\cdot dQ_{e}\cdot V(\lambda ).}
которое можно представить в виде:
{\displaystyle dQ_{v}=683\cdot {\frac {dQ_{e}}{d\lambda }}\cdot V(\lambda )d\lambda .}
Учитывая, что {\displaystyle {\frac {dQ_{e}}{d\lambda }}} по определению является спектральной плотностью энергии, и используя для неё стандартное обозначение {\displaystyle Q_{e,\lambda }}, последнее равенство переписываем в виде:
{\displaystyle dQ_{v}=683\cdot Q_{e,\lambda }\cdot V(\lambda )d\lambda .}
Любой свет, занимающий произвольный широкий участок спектра, можно представить, как совокупность большого числа световых излучений, каждое из которых занимает интервал {\displaystyle d\lambda }. Тогда полная световая энергия этой совокупности будет представлять сумму световых энергий каждого из излучений. Таким образом, переходя в пределе от суммирования к интегрированию, получим то же, что и раньше:
{\displaystyle Q_{v}=683\cdot \int \limits _{380~nm}^{780~nm}Q_{e,\lambda }(\lambda )V(\lambda )d\lambda .}